# سکس‌درگا
سکس‌درگا (به سوئدی: Sexdrega) یک منطقهٔ مسکونی در سوئد است که در بخش اسونیونا شهرستان وسترا یوتلاند واقع شده‌است. سکس‌درگا ۰٫۹۲ کیلومتر مربع مساحت و ۷۸۷ نفر جمعیت دارد.